# Skazočnoe putešestvie mistera Bil'bo Begginsa, Chobbita
Skazočnoe putešestvie mistera Bil'bo Begginsa, Chobbita (in russo Сказочное путешествие мистера Бильбо Беггинса Хоббита?) è un film televisivo sovietico del 1985 diretto da Vladimir Latyšev per la TV di Leningrado, ispirato al romanzo Lo Hobbit di J. R. R. Tolkien.

## Trama
L'Autore, ossia lo stesso Tolkien (interpretato da Zinovij Gerdt), racconta la "sua" storia: la vita di Bilbo Baggins, un hobbit tranquillo e godereccio, viene sconvolta quando decide di unirsi al mago Gandalf e a una compagnia di tredici nani nel tentativo di riconquistare un tesoro rubato a questi ultimi.

## Costumi e coreografie
Sia gli hobbit sia i nani sono interpretati da attori di normale statura, che in studio dovevano essere ripresi in maniera statica poiché le scenografie disegnate o inserite nella composizione video permettevano solo cambi di prospettiva molto limitati.
Il drago Smaug e i ragni nel Bosco Atro sono burattini. Gollum e gli orchi sono invece interpretati da attori, ma con un trucco limitato e senza protesi.
Nel film la musica ha un ruolo molto importante, come del resto anche nel romanzo: i canti dei nani sono a più voci e quando gli orchi li catturano all'interno della montagna, i loro balli seguono una coreografia professionale. Le danze sono eseguite da artisti dell'Accademia Statale dell'Opera e del Balletto di Leningrado.